# Seehund
Seehund (jinak též Type XXVIIB, nebo později Typ 127, česky Tuleň) byla miniponorka německé Kriegsmarine z období druhé světové války. Seehund představuje nejúspěšnější německé druhoválečné miniponorky. Do bojových operací byly nasazovány od ledna 1945. Vyvinuty byly pro pobřežní operace v mělkých vodách a v nevelké vzdálenosti od základen. Po válce čtyři miniponorky provozovala Francie.

## Stavba
Miniponorky byly vyvinuty roku 1944 na základě miniponorek Hecht (typ XXVIIA). Do stavby byly zapojeny loděnice Howaldtswerke a Germaniawerft v Kielu a Schichau v Elbingu. Zapojena byla také společnost Klöckner v Ulmu a italská loděnice Cantieri Riuniti dell'Adriatico (CRDA) v Monfalcone. Pro urychlení výroby byly miniponorky sestavovány ze tří odděleně vyráběných sekcí. Plánována byla stavba více než 1000 miniponorek Seehund (jiný pramen uvádí 1351). Do konce války jich bylo dokončeno 285. Německé námořnictvo do konce války do služby zařadilo nejméně 137 miniponorek Seehund (U-5001 až U-5118, U-5251 až 5269). Některé prameny uvádějí nižší čísla.
| datum         | počet vyrobených ponorek | datum       | počet vyrobených ponorek | Zdroj |
| ------------- | ------------------------ | ----------- | ------------------------ | ----- |
| září 1944     | 3                        | leden 1945  | 35                       | [ 2 ] |
| říjen 1944    | 35                       | únor 1945   | 27                       | [ 2 ] |
| listopad 1944 | 61                       | březen 1945 | 46                       | [ 2 ] |
| prosinec 1944 | 70                       | květen 1945 | 8                        | [ 2 ] |

## Konstrukce

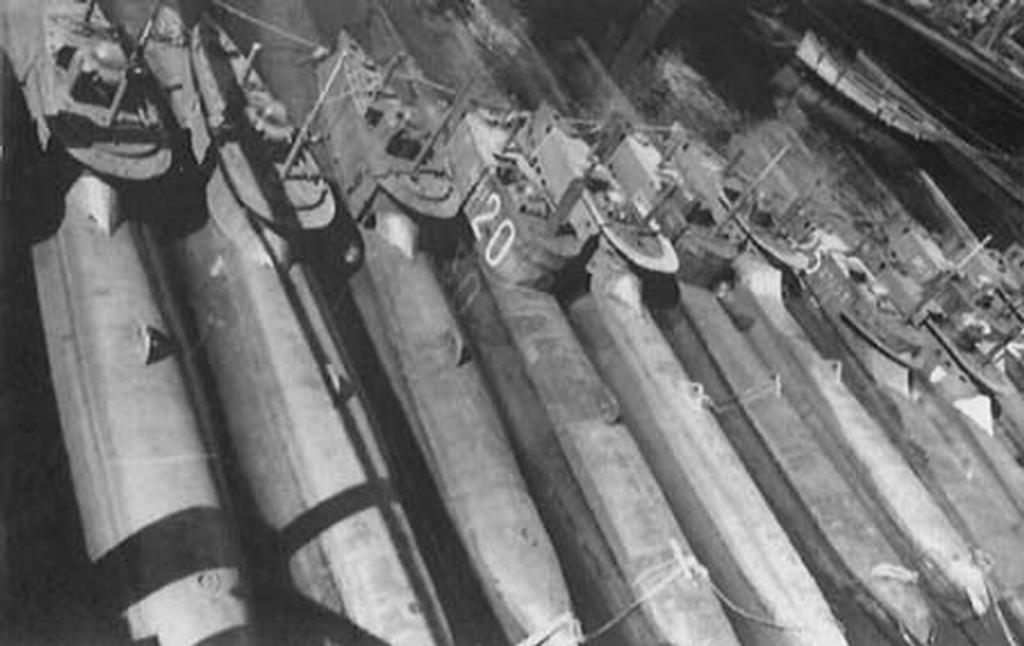
Zajaté miniponorky Seehund

Ponorky měly dvoučlennou posádku. Výzbroj představovala dvě 533mm torpéda G7e, podvěšená pod trupem. Pohonný systém tvořil jeden diesel Büssing-NAG o výkonu 60 hp a jeden elektromotor AEG o výkonu 25 hp, pohánějící jeden lodní šroub. Přibližně padesát člunů mělo dosah prodloužený přídavnými nádržemi. Nejvyšší rychlost dosahovala 7,7 uzlu na hladině a šest uzlů pod hladinou. Akční rádius byl 300 námořních mil při rychlosti sedm uzlů na hladině a 63 námořních mil při rychlosti tří uzlů pod hladinou. Operační hloubka ponoru dosahovala padesát metrů.

## Služba

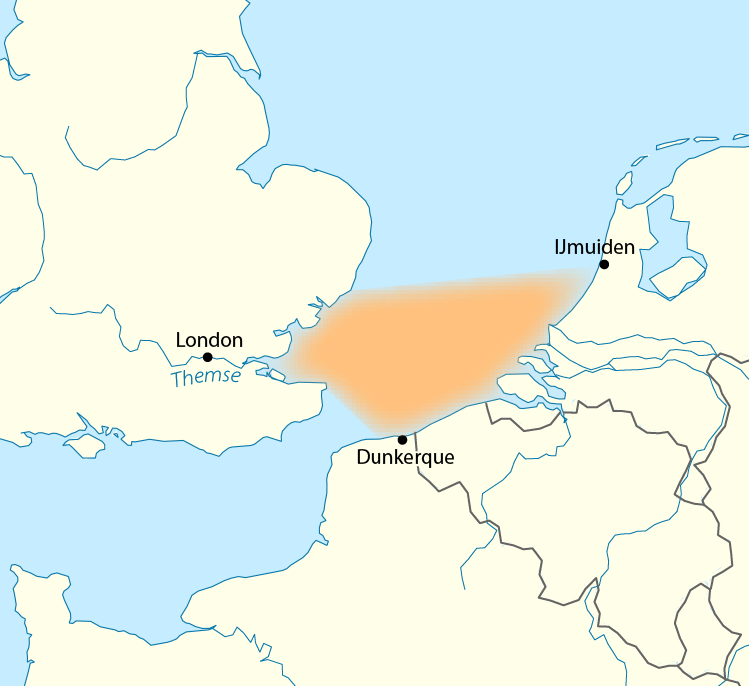
Operační prostor miniponorek Seehund

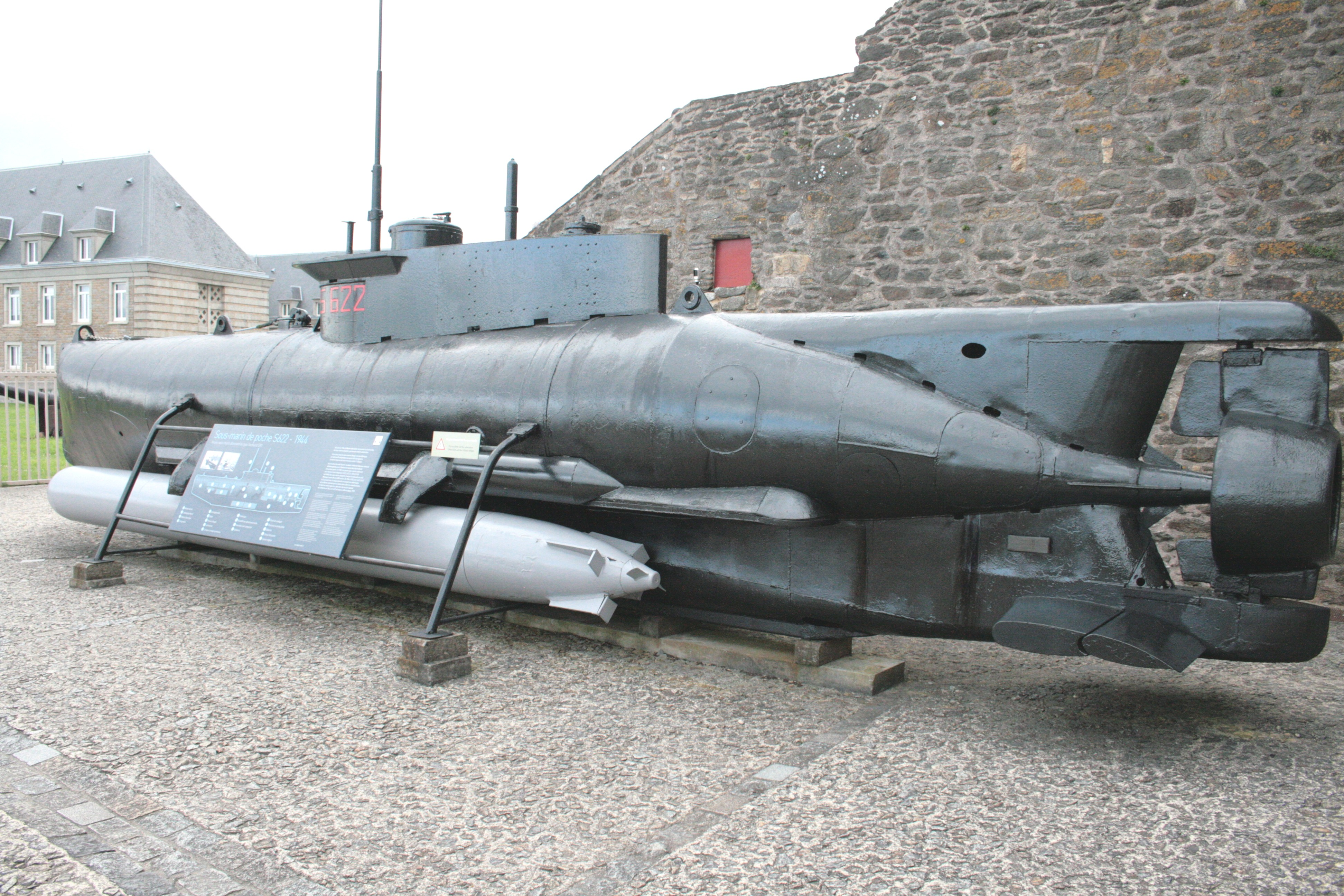
Miniponorka S622 (ex U5090)

Seehundy byly bojově nasazeny od ledna 1945. Operovaly především podél pobřeží okupovaného Nizozemska, v ústí řeky Šeldy a v Lamanšském průlivu. V závěru války byly používány k zásobování obklíčených jednotek na pobřeží. Od ledna do dubna 1945 vypluly celkem 142krát, 35 miniponorek bylo ztraceno a potopily pouze osm lodí o celkové tonáži 17 301 BRT a tři lodi o celkové tonáži 18 384  BRT poškodily.
S tímto typem plavidla dosáhly speciální námořní jednotky největších úspěchů, přestože nástup do služby byl nešťastný. První mise na Silvestra 1944 skončila fiaskem. Z osmnácti plavidel spuštěných na moře se vrátila jenom dvě. Po konstrukčních vylepšeních a novém výcviku vyrazila ve druhém lednovém týdnu nová, desetičlenná výprava. Nepotopila sice žádnou spojeneckou loď, ale bezpečný návrat všech Seehundů dokázal, že ač to byla malá ponorka, byla schopná plavby. Pokračující nepříznivé počasí redukovalo počet jejich operací, přesto však od prvního úspěšného výpadu v lednu 1945 do konce války potopily Seehundy v bojových operacích 90 000 tun spojeneckého loďstva.

## Uživatelé
Německá říše
- Kriegsmarine – Hlavní uživatel. Zařazeno nejméně 137 ponorek. Další byly rozestavěny.

 Francie
- Francouzské námořnictvo – V letech 1945–1954 provozovány čtyři původně německé miniponorky tohoto typu, označené S621 (ex U5074), S622 (ex U5090), S623 (ex U5107) a S624 (ex U5365). Miniponorka S622 byla po vyřazení zachována jako muzejní exponát.[3]

## Dochovaná plavidla

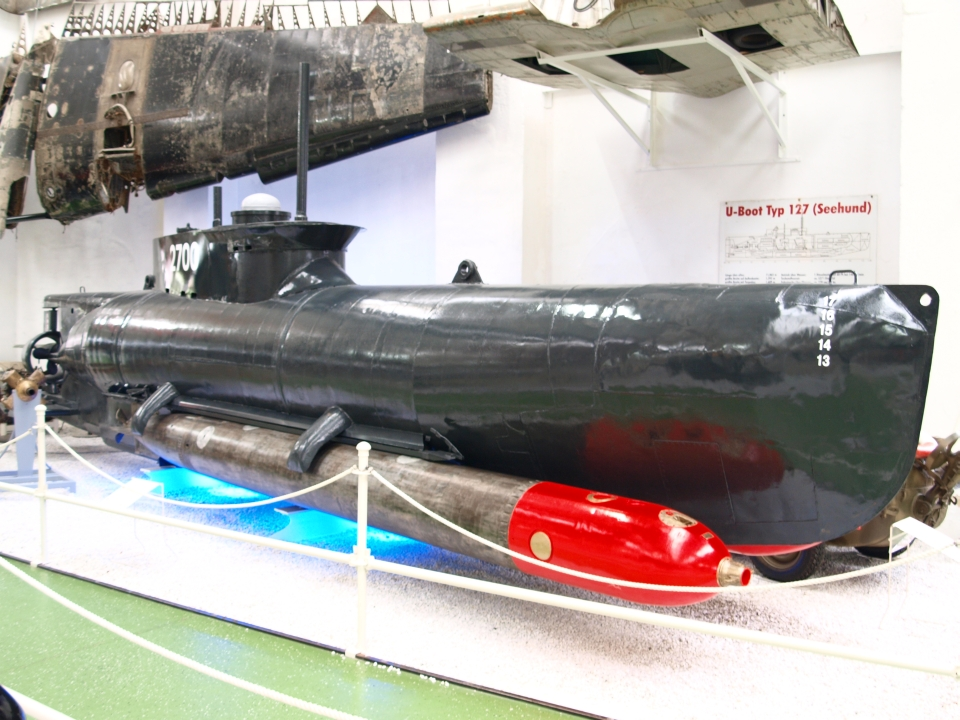
Miniponorka Seehund vystavená v německém Technik-Museum Speyer

V muzejních expozicích se dochovalo několik miniponorek Seehund. Například:
- Bundeswehr Military History Museum, Drážďany.
- Deutsches Schiffahrtsmuseum, Bremerhaven.[4]
- Musée national de la Marine, pobočka v Brestu – Francouzským námořnictvem provozovaná miniponorka S622 (ex U 5622).
- Muzeum německé obranné techniky Bundeswehru, Koblenz.
- Technik-Museum Speyer, Špýr.[5]
- United States Naval Shipbuilding Museum v Quincy – Vystavena jedna miniponorka Seehund.[6]